# Elektronkorrelation
Elektronkorrelation är ett värde som beskriver interaktionen mellan elektronerna i ett kvantmekaniskt system. Ordet korrelation härstammar från matematisk statistik och betyder att två distributionsfunktioner, f(x) och g(y), inte är oberoende av varandra (det vill säga de är beroende av varandra på något sätt).